# Нижньокумашкинське сільське поселення
Нижньокума́шкинське сільське поселення (рос. Нижнекумашкинское сельское поселение) — муніципальне утворення у складі Шумерлинського району Чувашії, Росія. Адміністративний центр — село Нижня Кумашка.

## Населення
Населення — 788 осіб (2019, 883 у 2010, 997 у 2002).

## Склад
До складу поселення входять такі населені пункти:
| Населений пункт          | Населення, осіб (2002) | Населення, осіб (2010) |
| ------------------------ | ---------------------- | ---------------------- |
| Верхня Кумашка, присілок | 188                    | 154                    |
| Волга, селище            | 147                    | 148                    |
| Кумашка, селище          | 15                     | 2                      |
| Нижня Кумашка, село      | 562                    | 510                    |
| Ульяновське, селище      | 85                     | 69                     |